# Маннинен, Антеро
А́нтеро Ма́ннинен (фин. Antero Manninen, родился 19 января 1973 в Тампере) — финский виолончелист, сессионный музыкант и бывший участник группы Apocalyptica.

## Биография
Начал играть на виолончели в возрасте 7 лет. Окончил Академию имени Яна Сибелиуса в Хельсинки. С 1993 по 1999 годы выступал в составе группы Apocalyptica, хотя и не писал музыку. Покинул группу в 1999 году согласно взятым ранее на себя обязательствам, однако выступал как сессийный музыкант на её концертах. В 2016 году принял участие в записи клипа, посвящённому 20-летию первого альбома Apocalyptica, а также принял участие в последующем концертном туре, посвящённом этому же событию.
Также выступал в камерном оркестре Avanti! и Симфоническом оркестре финского радио, а также в Оркестре финской государственной оперы. Как и Эйкка Топпинен, основал секстет виолончелистов Академии имени Сибелиуса. Также выступал на похоронах. Числился участником Симфонического оркестра Лахти.

## Инструменты
- Виолончель Giuseppe Pedrazzini (1946).
- Смычок L. Breshnev.
- Струны Jargar and Spirocore (by Thomastik-Infeld) Tungsten.